# Chiusa Sclafani
Chiusa Sclafani es una localidad italiana de la provincia de  Palermo, región de Sicilia, con 3.046 habitantes.

## Historia
La ciudad fue fundada a principios de 1300 por el conde Matthew Sclafani.

Ubicación de la ciudad de Chiusa Sclafani dentro de la provincia de Palermo.

## Evolución demográfica
En 1951 la ciudad tenía una población de 6.193 habitantes, que se redujo significativamente después de los fenómenos de la migración, probablemente debido al evento sísmico producido en 1968.
| Gráfica de evolución demográfica de Chiusa Sclafani entre 1861 y 2001 |
|                                                                       |
| Fuente ISTAT - Elaboración gráfica por parte de Wikipedia             |

### Hermanamiento
Chiclana de Segura en España.